# The Forest Rangers
The Forest Rangers é um filme estadunidense de 1942, do gênero drama de ação, dirigido por George Marshall e estrelado por Fred MacMurray, Paulette Goddard e Susan Hayward. Além de agradar o público, o filme apresentou uma canção que tornou-se um grande e surpreendente sucesso: I've Got Spurs That Jingle, Jangle, Jingle, composta por Joseph J. Lilley e Frank Loesser.
Paulette e Susan já haviam estado juntas nesse mesmo ano, na superprodução Reap the Wild Wind, de Cecil B. DeMille.

## Sinopse
Don Stuat, agente da Polícia Florestal, suspeita da onda de incêndios que assola a região e tenta descobrir o responsável. Ao mesmo tempo, tem de haver-se com duas mulheres: a amiga Tana "Butch", que o ama secretamente, e a rica citadina Celia, com quem é casado.

## Elenco
| Ator/Atriz       | Personagem         |
| ---------------- | ------------------ |
| Fred MacMurray   | Don Stuat          |
| Paulette Goddard | Celia Stuart       |
| Susan Hayward    | Tana "Butch" Mason |
| Lynne Overman    | Jammer Jones       |
| Albert Dekker    | Twig Dawson        |
| Eugene Pallette  | Howard Huston      |
| Regis Toomey     | Frank Hatfield     |
| Rod Cameron      | Jim Lawrence       |
| Clem Bevans      | Terry McCabe       |
| James Brown      | George Tracy       |
| Keith Richards   | Agente             |
| Jack Mulhall     | não-creditado      |